# De América (álbum del Binomio de Oro)
De América fue el decimonoveno y último trabajo discográfico del Binomio de Oro, (como dúo), con la voz de Rafael Orozco y el acordeón de Israel Romero. La discográfica Codiscos lanzó al mercado el álbum el 27 de noviembre de 1991 en Colombia y Venezuela.
En el álbum destaca la primera canción compuesta por Rafael Orozco, Sólo para ti, dedicada a su esposa, Clara Elena Cabello. También, éxitos como Ponte chévere, Tú marcas la diferencia, El llanto de un rey, El testamento, Amor, amor, Niña bonita y Después del amor. 
Este disco es considerado un hito por su calidad interpretativa, su cohesión temática y por ser el último registro oficial de Rafael Orozco antes de su fallecimiento en 1992.

## Producción y arreglos
La producción del álbum estuvo a cargo de Rafael Mejía, y los arreglos y sonidos a cargo de José Sánchez y Jhon Villamil.

## Canciones
1. Ponte chévere (Romualdo Brito) 5:19
2. Tú marcas la diferencia (Gustavo Gutiérrez) 4:45
3. El testamento (Rafael Escalona) 4:01
4. Niña bonita (Israel Romero) 3:55
5. El merenguito rey (Alexander Oñate) 4:20
6. Sólo para ti (Rafael Orozco) 4:45
7. ¡Ay hombe juepa je! (Orangel "El Pangue" Maestre) 4:59
8. El llanto de un rey (José Alfonso "Chiche" Maestre) 5:14
9. Amor, amor (Israel Romero) 4:17
10. Después del amor (Dr. Fernando Meneses) 3:21

## Detalles del disco
En Colombia la compañía discográfica Codiscos lanzó el álbum a finales de noviembre de 1991. En Venezuela se grabó con Sonográfica y no incluía temas como Después del amor, Niña bonita y El merenguito rey, reemplazados por Recorriendo a Venezuela (publicado en anticipación) y Bonita, bonita, ambos compuestos por Israel Romero, y Azuquita, azuquita de Orangel "Pangue" Maestre, que más tarde serían publicados en Colombia.
- Datos: Q16303068